# Ahmed Ibrahim Awale
Ahmed Ibrahim Awale (somali:  Axmed Ibraahim Cawaale) é um ambientalista, botânico e autor da Somalilândia.
Awale nasceu na vila de Adadlay, 95 km a leste de Hargeisa, e morava perto da montanha Gaan Libah. Ele foi educado na Universidade Nacional da Somália.
Ele é presidente da Fundação da Biodiversidade da Somalilândia e presidente da organização da Somalilândia "Candlelight", que trabalha nas áreas do meio ambiente, educação e saúde. Ele é afiliado à Universidade de Hargeisa, e escreveu livros em inglês sobre a arqueologia e história natural da Somalilândia, bem como trabalhos na Somália.
Ele também é conhecido pela sua descoberta de uma nova espécie de Aloe, o Aloe Vermelho Somali (Aloe sanguinalis), que ele encontrou a crescer num ambiente selvagem perto de Alala Adka (somali:  Alaala Cadka) em 2014. A abreviatura do autor botânico Awale refere-se a ele.
Em 2020, uma espécie de escorpião, Pandinurus awalei, foi nomeada em sua homenagem.